# Pagurus pygmaeus
Pagurus pygmaeus är en kräftdjursart. Pagurus pygmaeus ingår i släktet Pagurus och familjen eremitkräftor. Inga underarter finns listade i Catalogue of Life.